# Corallancyla neotropica
Corallancyla neotropica là một loài bọ cánh cứng trong họ Cerambycidae.